# Amt Warnow-West
Im Amt Warnow-West mit Sitz in der Gemeinde Kritzmow sind sieben Gemeinden zur Erledigung ihrer Verwaltungsgeschäfte zusammengeschlossen. Das Amt liegt in der Mitte des Landkreises Rostock in Mecklenburg-Vorpommern (Deutschland). Das Stadtgebiet Rostocks grenzt unmittelbar an das Amt Warnow-West. Es hat einen schmalen Küstenstreifen (westlich der Steilküste Stoltera) und reicht im Südosten bis in das Tal der Warnow. Das Amtsgebiet ist durch die Bundesautobahn 20 gut an das überregionale Verkehrsnetz angeschlossen.

## Die Gemeinden mit ihren Ortsteilen
- Elmenhorst/Lichtenhagen
- Kritzmow mit Groß Schwaß, Klein Schwaß und Klein Stove
- Lambrechtshagen mit Allershagen, Sievershagen und Vorweden-Mönkweden
- Papendorf mit Gragetopshof, Groß Stove, Niendorf und Sildemow
- Pölchow mit Huckstorf und Wahrstorf
- Stäbelow mit Bliesekow und Wilsen
- Ziesendorf mit Buchholz, Buchholz-Heide, Fahrenholz und Nienhusen

## Belege
1. ↑  Statistisches Amt M-V – Bevölkerungsstand der Kreise, Ämter und Gemeinden 2023 (XLS-Datei) (Amtliche Einwohnerzahlen in Fortschreibung des Zensus 2011) (Hilfe dazu).